# Malinové hornokrajské
Malinové hornokrajské (Malus Domestica Malinové hornokrajské) je ovocný strom, kultivar druhu jabloň domácí z čeledi růžovité. Plody jsou řazeny mezi odrůdy zimních jablek. Sklízí se v září nebo v říjnu, konzumní zralosti dosahuje v listopadu a vydrží do prosince nebo déle.

## Charakteristika stromu

### Původ
Pravděpodobně pochází z Holandska,  Pod názvem Frambois appel nebo Calville d’Automne rayeé byla rozšiřována již v druhé polovině 18. století. 

### Rozšíření
Odrůda se pěstovala po celé střední Evropě, dlouho patřila mezi tržní odrůdy. V Česku byla rozšířena po celém území a zejména v Podkrkonoší.

### Habitus
Vytváří kulovité až rozložité koruny s převislými větvemi, větve jsou nasazeny v tupém úhlu.

### Růst
Růst je slabší, později má tendenci si udržovat přiměřeně dlouhé přírůstky.

### Květy
Květy jsou středně velké, je dobrým opylovačem, mezi vhodné opylovače patří Coxova reneta, Landsberská reneta, Ontario nebo Parména zlatá zimní.

### Plodnost
Středně raná, pravidelná.

## Charakteristika plodu
Plod je vysoce kulovitý nebo tupě kuželovitý, nepravidelně žebernatý, střední až větší velikosti. Slupka je hladká, pevná, ale tenká. Základní barva je žlutá, z větší části překrytá tmavě červenou „rozmytou“ barvou. Plod má modrofialové ojínění. Dužnina je bílá, mírně voňavá, pod slupkou narůžovělá, méně šťavnatá, měkká, po rozkrojení mírně hnědne. Chuť je navinule sladká, s malinovou příchutí, dobrá až velmi dobrá.

## Odolnost
Náchylná na strupovitost, proti padlí je vyšší , květy jsou velmi odolné proti mrazu, ve vlhkých půdách může trpět rakovinou, plody poškozuje puklice švestková